# جي تشاو
جي تشاو (بالصينية: 纪超) هو لاعب كرة قدم صيني في مركز الوسط، ولد في 11 يناير 1991 في شنيانغ في الصين. لعب مع نادي شنجن.